# Spider-Man : La Saga du Clone
La Saga du Clone est un arc narratif majeur de Spider-Man, publié de 1994 à 1996 sous la forme d'une succession de nombreux crossover entre les quatre séries mensuelles du personnage, le trimestriel Spider-Man Unlimited et divers one-shots. Séquelle de la première Saga du Clone présentée en 1975 par Gerry Conway et Ross Andru dans The Amazing Spider-Man #141-151, elle met en scène le grand retour du clone de Spider-Man qui y avait vu le jour (et qui avait alors été laissé pour mort) ainsi que de son créateur, le Chacal.

## Contexte
En 1994, Peter Parker est dans une période troublée. Il sort en effet d'une aventure qui s'est étalée sur plusieurs mois, durant laquelle il a été confronté au retour miraculeux de ses parents, présumés morts depuis son enfance, puis à la révélation qu'il s'agissait en fait de robots envoyés par le Caméléon dans le but de percer à jour son identité secrète, le tout sur l'initiative post-mortem de son plus cher ennemi, Harry Osborn. Dans le cadre de sa vendetta, Spider-Man délaisse de plus en plus son identité civile de Peter Parker, et son couple avec Mary Jane commence à souffrir de cet éloignement. La jeune femme part ainsi à l'autre bout du pays le temps de régler une affaire personnelle, cherchant en effet à se réconcilier avec sa propre famille. Enfin, la Tante May de Peter fait une attaque cardiaque qui la plonge dans le coma, portant un coup fatal au moral de Peter qui se retrouve seul.
Le héros est également fatigué de toute la violence qui l'entoure, ayant récemment essuyé une vague de meurtres sauvages durant Maximum Carnage et été témoin de l'assassinat du Bouffon Noir par sa moitié, Jason Macendale, alors qu'il tentait de racheter ses crimes en sauvant une vie. Il est également confronté à ses démons lorsque le Jury lui fait porter la responsabilité d'avoir amené le symbiote de Venom sur Terre et lors des attaques psychiques de Shriek et Carrion, qui ont également fait hospitaliser une de ses alliées, le Dr Kafka.
En parallèle, le lecteur assiste durant plusieurs mois à la mise en place d'une intrigue secondaire dans les différentes séries, mettant en scène un homme mystérieux qui a notamment des conversations téléphoniques avec Tante May, jusqu'à ce qu'il apprenne son attaque et décide de venir à New York. Cette situation l'amène à se retrouver face à Peter, qui reconnaît alors son sosie parfait.

## Résumé
Spider-Man est ébranlé de se retrouver face à celui qui se présente comme étant son clone, affronté cinq ans plus tôt lors d'un combat où une explosion avait apparemment fini par lui coûter la vie. Sous le choc, amplifié par le stress des événements récents, Peter s'attaque à son double sans chercher à en savoir davantage, mais le clone réussit à l'emporter et à lui échapper.

Il le rejoint néanmoins peu après pour lui prêter main-forte à l'asile Ravencroft qui est alors assiégé, affrontant notamment Carnage à ses côtés.
Bientôt, celui qui se fait appeler Ben Reilly (le prénom de son oncle et le nom de jeune fille de sa tante) se confectionne un costume pour combattre le crime sous son propre avatar, auquel le journaliste Ken Ellis donne le nom de Scarlet Spider.

Lorsque la nouvelle de son apparition se répand, un homme mystérieux appelé Kaine se montre très intéressé et se rend à son tour à New York pour les suivre de près mais discrètement, lui et Spider-Man. L'individu, que Ben semble bien connaître, subit des visions impliquant la mort de Mary Jane, et s'emploie à exterminer les ennemis du Tisseur pour l'empêcher ; c'est ainsi qu'il assassine le Dr Octopus et le Chasseur Noir.
Attirés par des visions, les deux Araignées se rendent dans un laboratoire secret où ils assistent au grand retour du Chacal, lui aussi présumé mort depuis cinq ans. Il tente de les persuader qu'ils sont tous les deux des clones et que le véritable Peter Parker est détenu dans un caisson cryogénique. Après l'explosion du complexe, le troisième Parker émerge, amnésique et en quête de souvenirs.
Au milieu de tous ces tourments, la vie de Spider-Man connaît néanmoins quelques heureux rebondissements : le retour de Mary Jane, qui a pu faire la paix avec sa sœur et son père, s'accompagne de la révélation de sa grossesse, et Tante May sort du coma. Elle confie alors à Peter avoir toujours su qu'il était Spider-Man, mais peu après ses dernières forces la quittent et c'est ainsi que celle qui avait été une mère pour lui s'éteint à jamais. Juste après l'enterrement, Peter est arrêté pour meurtre.
Le troisième Parker retrouve la mémoire et est persuadé d'être le modèle original, tandis que Ben présente Mary Jane à Seward Trainer, un généticien qu'il connaît depuis quelques années, pour qu'il examine sa grossesse, mais alors qu'elle est seule, Kaine la capture, décidé à la séquestrer pour empêcher ses visions de se concrétiser. Ben, le troisième Parker, et Peter lui-même, qui s'est discrètement évadé pour l'occasion, se lancent à sa recherche, mais lorsqu'ils la retrouvent, le troisième Parker se transforme en créature monstrueuse, apparemment détruite à la fin du combat. Ben propose alors à Peter de le remplacer derrière les barreaux, afin de prouver sa bonne foi.
Durant le procès, on découvre que le vrai coupable n'est autre que Kaine, et que la confusion est due au fait qu'ils ont les mêmes empreintes. En effet, cela s'explique par le fait que Kaine s'avère être en fait le tout premier clone de Peter Parker, d'un gabarit différent car souffrant de dégénération cellulaire.

Peter parvient à convaincre Kaine de se rendre pour le disculper, mais cette victoire est de courte durée car juste après, des examens révèlent que contre toute attente, Peter se trouve être le clone, et Ben l'original.
Complètement bouleversé, Peter est temporairement recueilli par le Chacal, qui projette secrètement de détruire la race humaine avec son virus Carrion pour la remplacer par des clones sous son contrôle, mais Scarlet Spider parvient à sauver la situation notamment grâce à l'aide de Kaine, à qui Mary Jane a finalement su ouvrir les yeux, et du clone de Gwen Stacy, qui s'était éclipsée lors des événements survenus cinq ans plus tôt et avait depuis lors mené sa propre vie. Toutefois, cette péripétie coûte la vie à Kaine, au Chacal et à Spidercide (évolution du troisième Parker).
Après ces événements, Ben décide de reprendre la route mais de mystérieuses attaques sont lancées sur son ami Seward, ce qui le convainc de rester. Il se retrouve alors à combattre aux côtés des New Warriors, qui le recrutent dans leur équipe.

C'est alors que Peter est victime d'une programmation mentale, héritage post-mortem du Chacal consistant à l'obliger à assassiner sa propre femme. Ben et ses nouveaux alliés ne parviennent qu'à le ralentir, seule sa propre volonté et la force de son amour arrivant à surmonter la pulsion.
Le mystérieux ennemi de Seward se manifeste à nouveau, se révélant être sa fille Carolyn, ancienne disciple du Dr Octopus ayant décidé d'en reprendre le flambeau et convoitant sa technologie. Ben la combat à la fois sur les plans réel et virtuel, mais Seward se retrouve piégé dans le cyberespace et la jeune femme ruine la réputation de Scarlet Spider en envoyant une représentation de son avatar semer la terreur.
Alors que Peter quitte la ville avec sa femme pour démarrer une nouvelle vie de scientifique à Portland, Ben hérite de son identité de Spider-Man, adoptant pour l'occasion un nouveau costume. Peter, lui, perd ses pouvoirs arachnéens au cours d'une expérience fortement similaire à celle-là même par laquelle il les avait acquis.
Peu après, alors que Ben s'est établi une situation en travaillant comme serveur au Daily Grind et en fréquentant une jeune femme, Jessica Carradine, sa vie est chamboulée par la découverte d'un squelette, vêtu de lambeaux de costume de Spider-Man, dans la cheminée d'usine où Peter l'avait incinéré lui-même des années plus tôt, ce qui remet en question toutes ses certitudes. En parallèle, Kaine est ranimé et impliqué malgré lui dans "le Grand Jeu", système par lequel de riches parieurs organisent des combats entre divers personnages dotés de super-pouvoirs.
Seward sort de son coma virtuel pendant que les Parker reviennent à New York, interpellés par cette histoire de squelette. Celui-ci, après examen, s'avère être un authentique Spider-Clone, ce qui sème le trouble entre Peter et Ben, au même moment où Ben découvre que sa petite amie n'est autre que la fille de l'assassin d'Oncle Ben.
Alors que Ben est temporairement possédé par le symbiote de Carnage, Seward se retire auprès d'un personnage mystérieux, Gaunt, puis Ben est surpris en costume de Spider-Man par Jessica, qui l'a toujours considéré comme l'assassin de son père (mort d'une crise cardiaque en sa présence). De plus, le mystérieux employeur de Gaunt orchestre le passage à tabac de Peter Parker et plusieurs attaques contre Ben : son appartement est dépouillé, son compte bancaire vidé et son lieu de travail sinistré.
Une enquête sur la disparition de Seward mène Peter et Ben sur la piste d'Oscorp Industries, tandis que Jessica change d'opinion sur Spider-Man en le voyant mettre sa vie en danger pour sauver autrui ; elle quitte sa vie pour ne jamais revenir.

De son côté, Peter souffre de malaises. Hospitalisé, il voit même son cœur cesser de battre quelques instants, en fait la manifestation du retour progressif de ses pouvoirs.
Lors du méga-crossover Onslaught qui touche l'intégralité des séries Marvel, Spider-Man est en première ligne de front face au déploiement des Sentinelles sur New York. Plusieurs autres héros lui prêtent main-forte, mais c'est l'aide inattendue de Peter, en pleine rémission, qui se montre la plus efficace.

Par ailleurs, au cours d'une guerre des gangs, Ben est amené à sauver, en civil, un certain Jimmy Six, qui par la suite se montre assez envahissant en s'installant dans son appartement.

D'autre part, Ben parvient à mettre un terme au Grand Jeu, dont plusieurs participants sont blessés voire tués par un mauvais perdant.
Décidé à régler ses comptes avec Ben une bonne fois pour toutes, Kaine fait revenir dans sa vie Janine Godbe, son grand amour durant son exil : pour le faire souffrir, il avait un jour convaincu la jeune femme de lui faire croire à sa mort, en la faisant chanter car elle était recherchée par la police, ayant des années plus tôt tué son propre père qui abusait d'elle.

Finalement, Kaine et Ben font enfin la paix, et Janine décide de purger sa peine, lasse de fuir.
Lorsqu'il finit de régénérer Gaunt, Seward découvre son identité ainsi que celle de son mystérieux employeur. Terrifié, il tente le tout pour le tout pour prévenir Ben et Peter, mais il est tué avant d'y parvenir.

Gaunt, qui s'avère être Mendel Stromm, s'attaque aux deux Spider-Men alors que Mary Jane, en fin de grossesse, commence à avoir des contractions. Peter abandonne alors Ben à contre-cœur pour aller à ses côtés, mais l'accouchement se déroule mal et le bébé est déclaré mort-né. En réalité, la petite May est détenu par le mystérieux ennemi, qui se révèle être Norman Osborn.

Osborn, que tout le monde croyait mort depuis l'époque de la Mort de Gwen Stacy, prend Ben par surprise et le neutralise, puis il révèle à Peter que c'est lui qui se cachait derrière tout le plan du Chacal. De plus, il vient de piéger l'immeuble du Daily Bugle après y avoir réuni tout l'entourage de Peter, afin de tous les éliminer. Peter, qui a à présent recouvré toutes ses forces et ses pouvoirs, est en mesure de contrecarrer le Bouffon, et il parvient à le vaincre au terme d'un combat épique. Toutefois, toute victoire a un prix et celle-ci se solde par la mort de Ben, empalé par le planeur du Bouffon puis victime d'une chute mortelle à la suite de laquelle son corps se décompose, prouvant que finalement il était bel et bien le clone. Peter Parker s'avère donc être le véritable, et désormais unique Spider-Man, prêt à reprendre le cours de sa vie aux côtés de Mary Jane tout en pleurant la perte de leur bébé, mais aussi d'un véritable frère.

## Influences
La Saga du Clone de Spider-Man aura eu plusieurs séquelles :
- avant même la fin de la saga, le 86e épisode de la série What if...? présente un univers parallèle dans lequel Ben est contraint de tuer Peter avant de prendre sa place ;
- lorsque la saga est enfin terminée, l'équipe éditoriale s'en félicite et va jusqu'à publier un one-shot humoristique (Spider-Man: 101 Ways to End the Clone Saga) montrant à quel point il était difficile de trouver une fin convenable à toute cette histoire ;
- juste après la publication du dernier épisode de la saga, un one-shot intitulé Le Journal d'Osborn paraît pour dévoiler au lecteur tous les dessous de l'histoire, depuis l'époque de la mort apparente de Norman. On y apprend ainsi comment il y a survécu et comment il manipula le Chacal à son insu ;
- dans les épisodes suivants, une trame secondaire montre une employée d'Osborn, Alison Mongrain, s'occuper d'un couffin en Méditerranée. Tout porte à croire qu'il s'agit du bébé des Parker, mais à la fin 1998, la politique éditoriale bascule à nouveau et il est décidé que faire de Peter un père vieillirait le personnage, ce qui pourrait aliéner les plus jeunes lecteurs s'ils ne peuvent ainsi plus s'identifier à lui. Du coup, cette intrigue est bâclée et les auteurs orchestrent à la place le retour de Tante May, Osborn révélant qu'il la tient prisonnière depuis des mois ; celle qui est morte n'était qu'une actrice remodelée à son image[38] ;
- l'intrigue du bébé est néanmoins prolongée par le 105e épisode de What if...?, qui raconte une histoire se déroulant dans un futur alternatif où, une fois adolescente, la petite May développe des pouvoirs semblables à ceux de son père, devenant Spider-Girl. Le succès de cet épisode pousse Marvel à le développer dans une série à part entière, où l'on découvre petit à petit comment les choses ont tourné dans cette version : Peter Parker a cessé d'être Spider-Man à la suite d'un combat qui lui a coûté une jambe mais aussi la vie de Norman, tandis que c'est Kaine qui a retrouvé l'enfant, le restituant à ses parents. Ben Reilly, lui, s'avère avoir eu un fils avec Janine ;
- dans la série animée de 1994, la dernière saison joue sur l'idée sans toutefois véritablement adapter la saga : le Dr Miles Warren crée un clone d'Hydro-Man et un de Mary-Jane Watson, mais il semble en rester là. Toutefois, à la fin de l'histoire, on le voit tenir un morceau déchiré du Spider-costume et déclarer « Je vais pouvoir recommencer ». Dans les derniers épisodes, un monde parallèle est présenté dans lequel Warren a effectivement cloné Spider-Man, donnant naissance à Ben Reilly. Ici, le Peter Parker de ce monde n'a pas supporté cette concurrence et a basculé vers le mal, jusqu'à se laisser corrompre par le symbiote de Carnage ;
- dans l'univers Ultimate, le scénariste Brian Michael Bendis et le dessinateur Mark Bagley inventent leur propre version de la Saga du Clone : ici, c'est le Dr Octopus qui clone Peter Parker, donnant naissance à différentes versions dont une féminine (qui deviendra Spider-Woman / Jessica Drew puis Black Widow), une défigurée, une à six bras ou encore une qui devient le Scorpion[39] ;
- en 2009, les scénaristes Tom DeFalco et Howard Mackie présentent une mini-série en six épisodes intitulée The Real Clone Saga, dessinée par Todd Nauck, dans laquelle ils présentent une version alternative de la saga, plus proche de l'idée originale. En effet, à l'époque, ce qui devait se limiter à un crossover classique a été victime de son succès et s'est étendu sur plusieurs mois supplémentaires (notamment, l'éditeur Bob Harras fit reporter le dénouement pour éviter de faire concurrence à l'autre gros crossover Marvel du moment, Onslaught) ;
- parallèlement, les épisodes contemporains de The Amazing Spider-Man enrichissent le passé de Ben Reilly et font revenir sur le devant de la scène un personnage l'ayant bien connu (créé pour l'occasion), puis Kaine lui-même dans plusieurs sagas où il est notamment tué puis ramené à la vie avant de retrouver pour la première fois une apparence humaine, et d'adopter l'identité d'un nouveau Scarlet Spider.

## Publication en France
Publiée à l'époque par les Éditions Semic dans ses différentes revues (Strange no 313-324, Nova no 217-227, V.I. Spider-Man no 17-23 et HS 2-4) puis par son successeur Marvel France dans le magazine Spider-Man (no 1-17) et son complément Spider-Man Extra (no 1-9), la saga a fait l'objet d'une réédition partielle sous la forme de deux volumes colossaux intitulés Spider-Man : La Saga du Clone (Éditions Panini). 